# Lesní Albrechtice

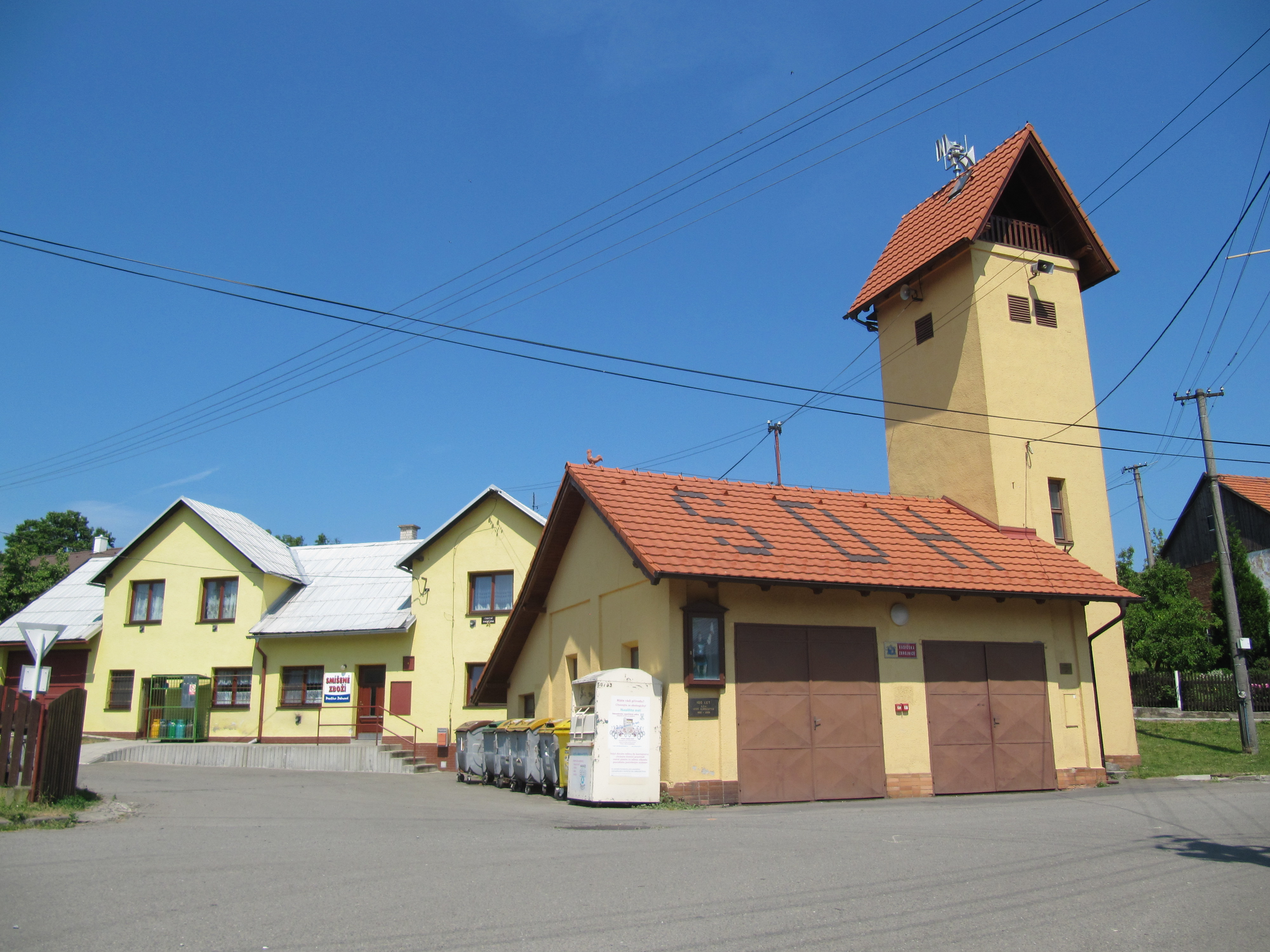
Ortszentrum mit Spritzenhaus

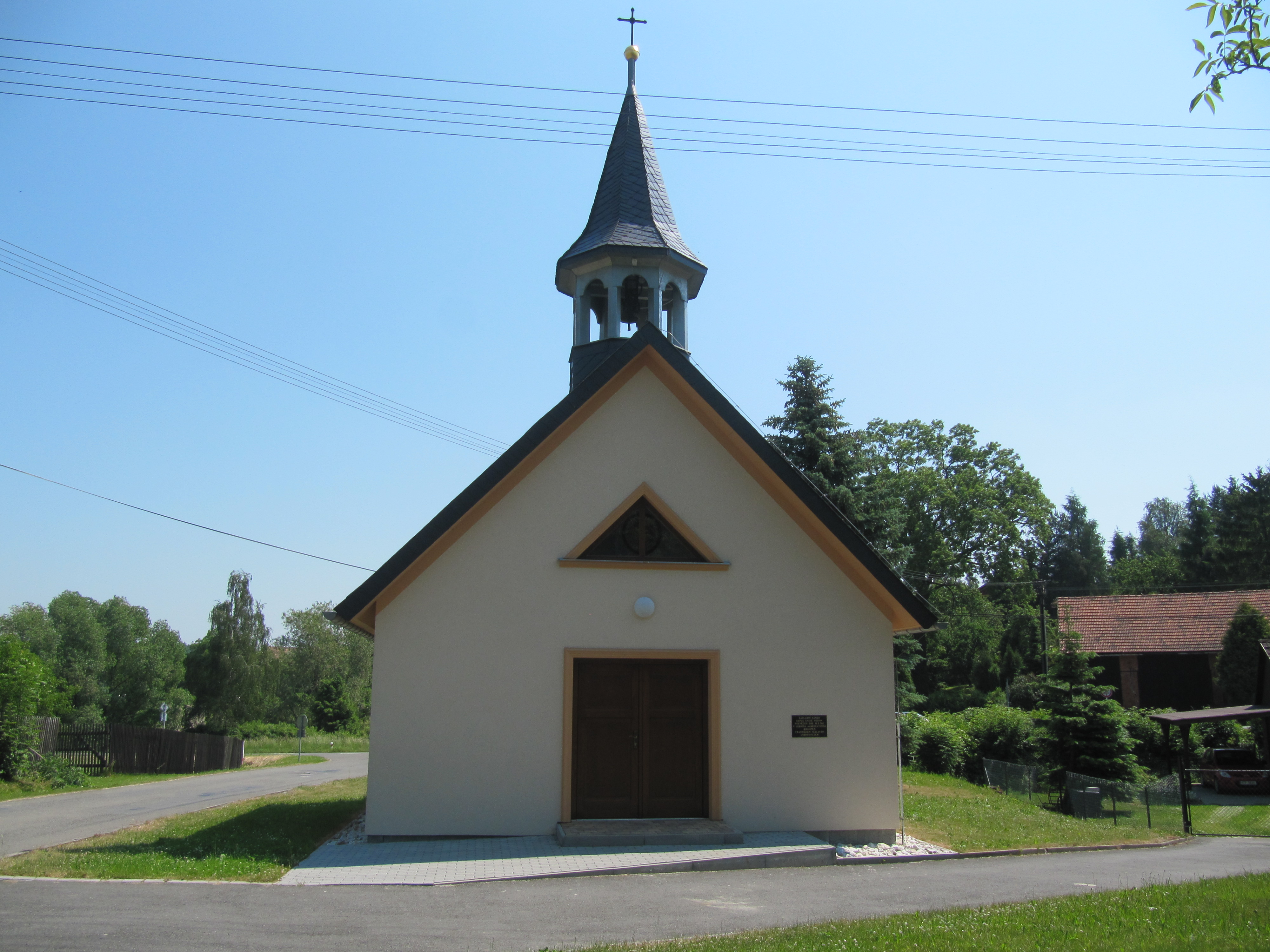
Kapelle der hl. Familie

Lesní Albrechtice (deutsch Waldolbersdorf) ist ein Ortsteil der Minderstadt Březová in Tschechien. Er liegt sieben Kilometer südlich von Hradec nad Moravicí und gehört zum Okres Opava.

## Geographie
Lesní Albrechtice befindet sich am Oberlauf des Baches Hradečná in der Vítkovská vrchovina (Wigstadtler Berge). Östlich erhebt sich der Ptačí vrch (502 m n.m.), im Südosten die Příčnice (506 m n.m.), südlich der Tršlovec (531 m n.m.), im Südwesten der Na Koutech (533 m n.m.) sowie nordwestlich der Lán (524 m n.m.). Durch das Dorf führt die Staatsstraße I/57 zwischen Hradec nad Moravicí und Fulnek, von der am südlichen Ortsrand die II/462 nach Vítkov abzweigt. Lesní Albrechtice liegt an Rande des Naturparks Moravice; gegen Norden erstreckt sich ein ausgedehntes Waldgebiet bis zum Mohratal, nordwestlich liegt der Hirschgarten.
Nachbarorte sind Bukovina, Žimrovice und Kajlovec im Norden, Hradečná, Jakubčovice, Mostky und Skřipov im Nordosten, Za Nivou und Výškovice im Osten, Slatina, Ohrada, Vilémův Důl, Bleška und Leskovec im Südosten, Březová und Jančí im Süden, Dršlovec, Větřkovice, Prostřední Dvůr und Veselka im Südwesten, Jelenice im Westen sowie Vendelín, Javoří, Filipovice und Domoradovice im Nordwesten.

## Geschichte
Lesní Albrechtice ist wahrscheinlich eine Gründung der Benediktinerpropstei Březová (Briesau). Nach der Zerstörung der Propstei durch die Hussiten im Jahre 1427 wurden die Güter der Propstei zwischen den Herrschaften Grätz und Fulnek aufgeteilt, wobei der nördliche Teil zu Grätz kam. Die erste urkundliche Erwähnung des Dorfes erfolgte 1484.
Im Jahre 1834 bestand das an der Fulnecker Straße gelegene Dorf Olbersdorf bzw. Olbrechcjce, auch Wald Olbersdorf genannt, aus 49 Häusern, in denen 322 mährischsprachige Personen lebten. Abseits – an der Mohral – lag die Olbersdorfer Mühle. Haupterwerbsquellen bildeten die Viehzucht und der Ackerbau, wobei wegen der steinigen und kalten Böden nur Sommerfrüchte gediehen. Im Ort gab es eine Erbrichterei. Pfarr- und Schulort war Briesau. Bis zur Mitte des 19. Jahrhunderts blieb Olbersdorf der Minderherrschaft Grätz untertänig.
Nach der Aufhebung der Patrimonialherrschaften bildete Lesní Albrechtice / Waldolbersdorf ab 1849 eine Gemeinde im Gerichtsbezirk Wigstadtl. Ab 1869 gehörte Waldolbersdorf zum Bezirk Troppau. Zu dieser Zeit hatte das Dorf 427 Einwohner und bestand aus 53 Häusern. Im Jahre 1900 lebten in Waldolbersdorf 359 Personen, 1910 waren es 340. Im Jahre 1930 bestand Waldolbersdorf aus 61 Häusern und hatte 312 Einwohner; 1939 waren es 288. Nach dem Münchner Abkommen wurde die mehrheitlich lachischsprachige Gemeinde 1938 dem Deutschen Reich zugesprochen und gehörte bis 1945 zum Landkreis Troppau. Nach dem Ende des Zweiten Weltkrieges kam die Gemeinde zur Tschechoslowakei zurück, die deutschsprachige Minderheit wurde vertrieben. 1949 wurde Lesní Albrechtice dem neu gebildeten Okres Vítkov zugeordnet, der bei der Gebietsreform von 1960 wieder aufgehoben wurde. Im Jahre 1950 hatte das Dorf 232 Einwohner. Am 1. Januar 1977 wurde Lesní Albrechtice nach Březová eingemeindet. Beim Zensus von 2001 lebten in den 62 Häusern von Lesní Albrechtice 207 Personen.

## Ortsgliederung
Zu Lesní Albrechtice gehören die Einschichten Albrechtický Mlýn (Olbersdorfer Mühle), Bleška (Bleschka), Bukovina (Bukowina), Hrádečná (Hradeczna) und Mostky sowie die Wüstung Rozsochacký Mlýn (Rosohatzer Mühle).
Der Ortsteil Lesní Albrechtice bildet einen Katastralbezirk.

## Sehenswürdigkeiten
- Kapelle der hl. Familie
- Denkmal für die Gefallenen des Ersten Weltkrieges
- Steinernes Kreuz am nördlichen Ortsausgang